# Detroit vs. Everybody
Detroit vs. Everybody è un singolo del rapper statunitense Eminem, pubblicato il 11 settembre  2014 come secondo estratto dall'album Shady XV.

## Descrizione
La canzone fu scritta da Eminem, Montgomery, Deja Trimble, Daniel Sewell, Sean Anderson, Patrick Baril, James Brown, Peter Beveridge, Andy James, J. Trotti e prodotta da Statik Selektah ed Eminem. Il brano parla del rapporto di ognuno con la città di Detroit, in Michigan.

## Video musicale
Il video è stato pubblicato il 23 gennaio 2015, sul canale VEVO di Eminem. Le riprese sono in bianco e nero, inquadrano la città di Detroit e i vari artisti nel ruolo di protagonisti.

## Classifiche
| Classifica (2014) | Posizione massima |
| ----------------- | ----------------- |
| Australia         | 28                |
| Canada            | 87                |
| Stati Uniti       | 108               |